# Vincent d'Indy
Pour les articles homonymes, voir D'Indy.
Vincent d'Indy, né le 27 mars 1851 à Paris et mort le 2 décembre 1931 dans la même ville, est un compositeur et enseignant français. Il fut un des créateurs de la Schola Cantorum de Paris.

## Biographie

### Enfance et formation
Vincent d'Indy est issu d'une famille de la noblesse du Vivarais (Ardèche), et porte le titre de comte.
Fils d'Antonin d'Indy (1822-1904) et de Mathilde de Chabrol-Crussol, Vincent d'Indy, arrière-petit-fils de Joseph Isaïe Saint-Ange d'Indy, naît le 27 mars 1851 au 45, rue de Grenelle dans le 7e arrondissement de Paris. Un peu plus d'un mois après, sa mère meurt à 21 ans, emportée par une fièvre puerpérale. Le bébé est alors confié à Résia d'Indy, sa grand-mère paternelle.

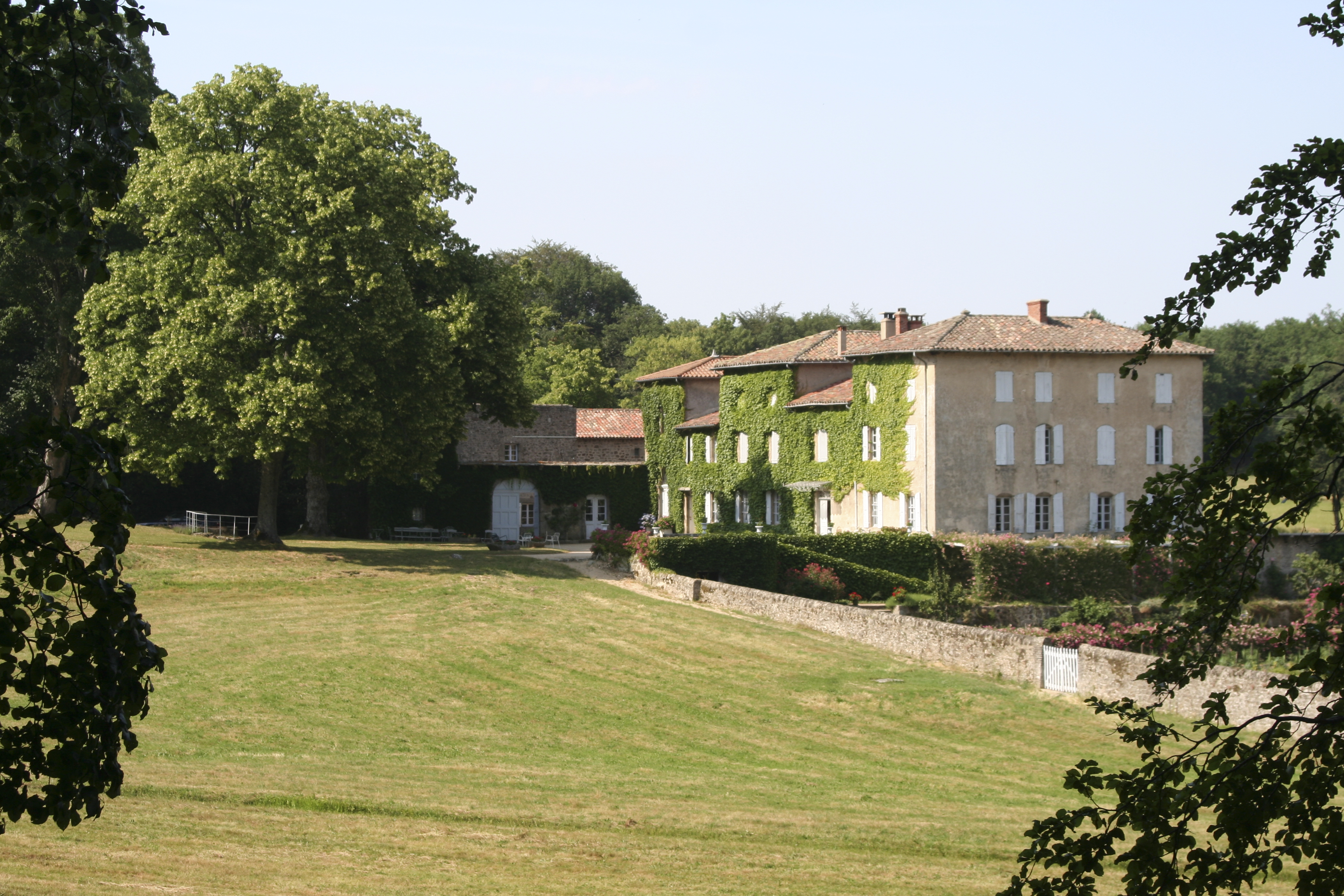
La Ferme Chabret.

Lors de son enfance, Vincent d'Indy est emmené chaque été, pendant les grandes vacances, dans la demeure familiale de Chabret à Boffres (Ardèche), à 25 km de Valence (Drôme). Il apprécie tellement cet endroit qu'il y fait construire le château des Faugs quelques années plus tard tout près de là.

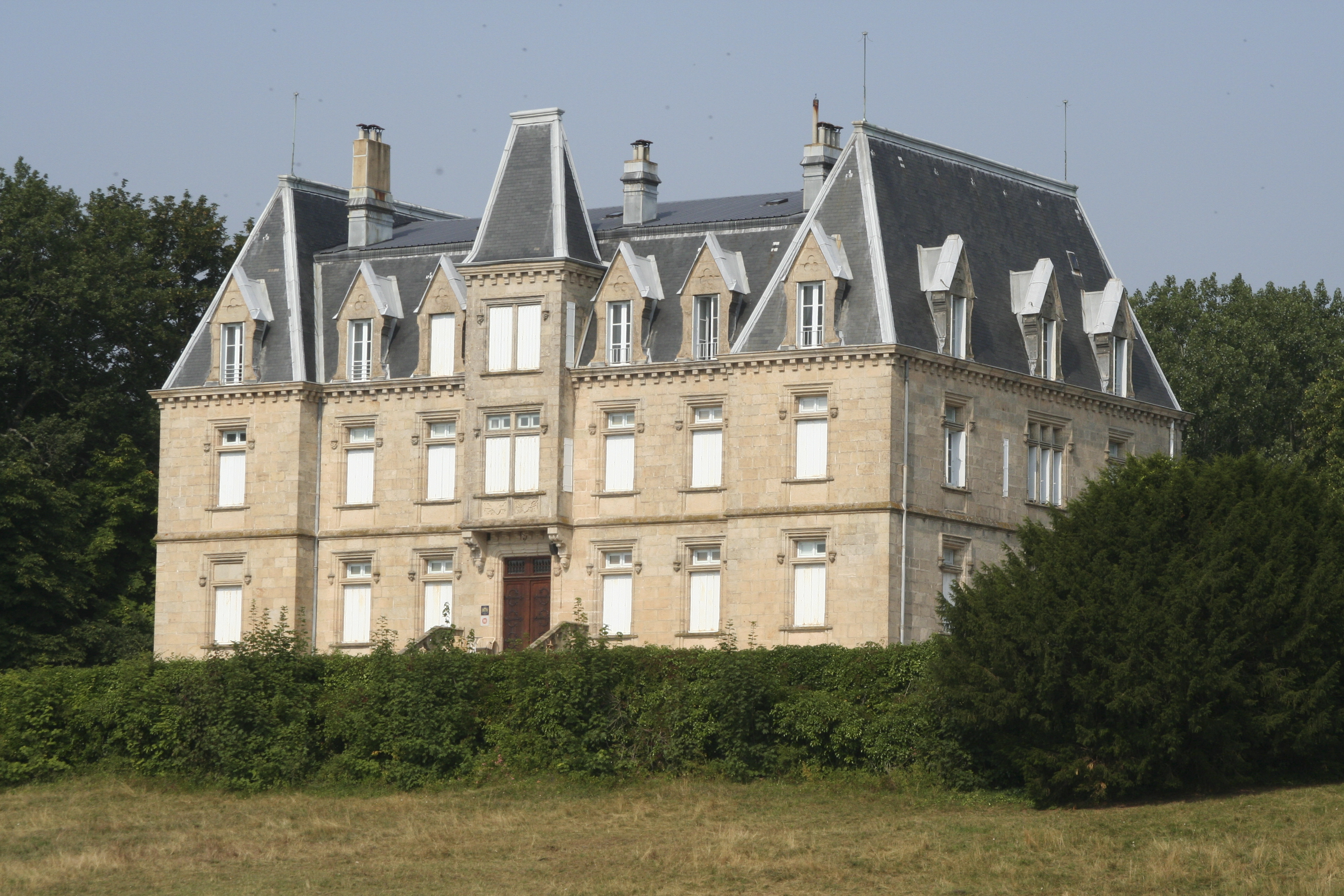
Le château des Faugs.

Vincent d’Indy élabore lui-même les plans du château des Faugs (dans la commune de Boffres), grande demeure familiale pour les vacances et le repos, son lieu de villégiature privilégié de 1890 — date d’achèvement de sa construction — à 1917, avant qu’il ne préfère la Méditerranée avec Saint-Raphaël.
Dès 1856, il apprend le piano avec de très bons professeurs, dont Antoine Marmontel. Il est élève de César Franck au Conservatoire de Paris, il obtient dans cette classe un second accessit en 1874 puis un premier accessit l'année suivante.
À une époque où la musique italienne reste influente en France, il se tourne vers l'Allemagne. De grands musiciens allemands lui deviennent familiers : Gluck (le maître de la réforme de l'opéra français dans la seconde moitié du XVIIIe siècle, très admiré au XIXe siècle), Beethoven (la figure tutélaire des compositeurs allemands pendant tout le XIXe siècle), Weber (créateur de l'opéra proprement allemand, au début du XIXe siècle), Mendelssohn (que d'Indy apprécia en particulier pour avoir reconnu le génie de J. S. Bach et s'être mis à son école dans le domaine de la polyphonie chorale religieuse), Giacomo Meyerbeer (continuateur de Weber, et qui influença Wagner). D'Indy admire particulièrement Meyerbeer pour son sens dramatique. Vers l'âge de 18 ans, il découvre aussi l'art de Wagner (qui travaillait alors à sa Tétralogie). En cette seconde moitié du XIXe siècle, d'Indy participe au grand renouveau et au brillant développement de la musique française, auparavant figée, d'abord dans l'héritage du XVIIIe siècle, chantant la gloire de Napoléon Ier puis développant un « mauvais goût » à la remorque de l'Italie, préoccupée avant tout, à l'époque, par un art vocal théâtral axé sur la seule ligne mélodique et la virtuosité. Héritier d'un monde aristocratique, d'Indy n'appréciait pas les productions de cet univers bourgeois.
Il se marie avec Isabelle de Pampelonne, sa cousine germaine, en 1875.
Il est ami de l'écrivain belge Octave Maus à qui il écrit en 1888 son admiration pour le peintre symboliste Ferdinand Knopff. Il a vu son tableau La Sphinge à la Galerie Georges Petit et le trouve "absolument admirable". Il s'agit d'un dessin conçu pour le frontispice du roman Istar de Joséphin Peladan. Il visite l'atelier de Knopff à Bruxelles et hanté par cette légende assyrienne, crée en en 1896 sous le titre d'Istar, des variations symphoniques pour orchestre. Cette partition inspira un ballet monté en 1913 à Bruxelles au Théâtre de la Monnaie pour lequel Knopff dessina quelques costumes.
Il est en 1898 le parrain du futur peintre Léonard Bordes dont la mère, pianiste, est l'une de ses interprètes.

## Écrits et enseignement
Devenu professeur réputé et théoricien, Vincent d'Indy publie un traité, son célèbre Cours de composition ainsi que diverses biographies (Beethoven, son maître César Franck, Wagner). Sa plume est parfois partiale, par exemple dans son Beethoven (éd. H. Laurens, Coll. Les Musiciens célèbres, 1911).

### Création de la Schola Cantorum de Paris en 1894

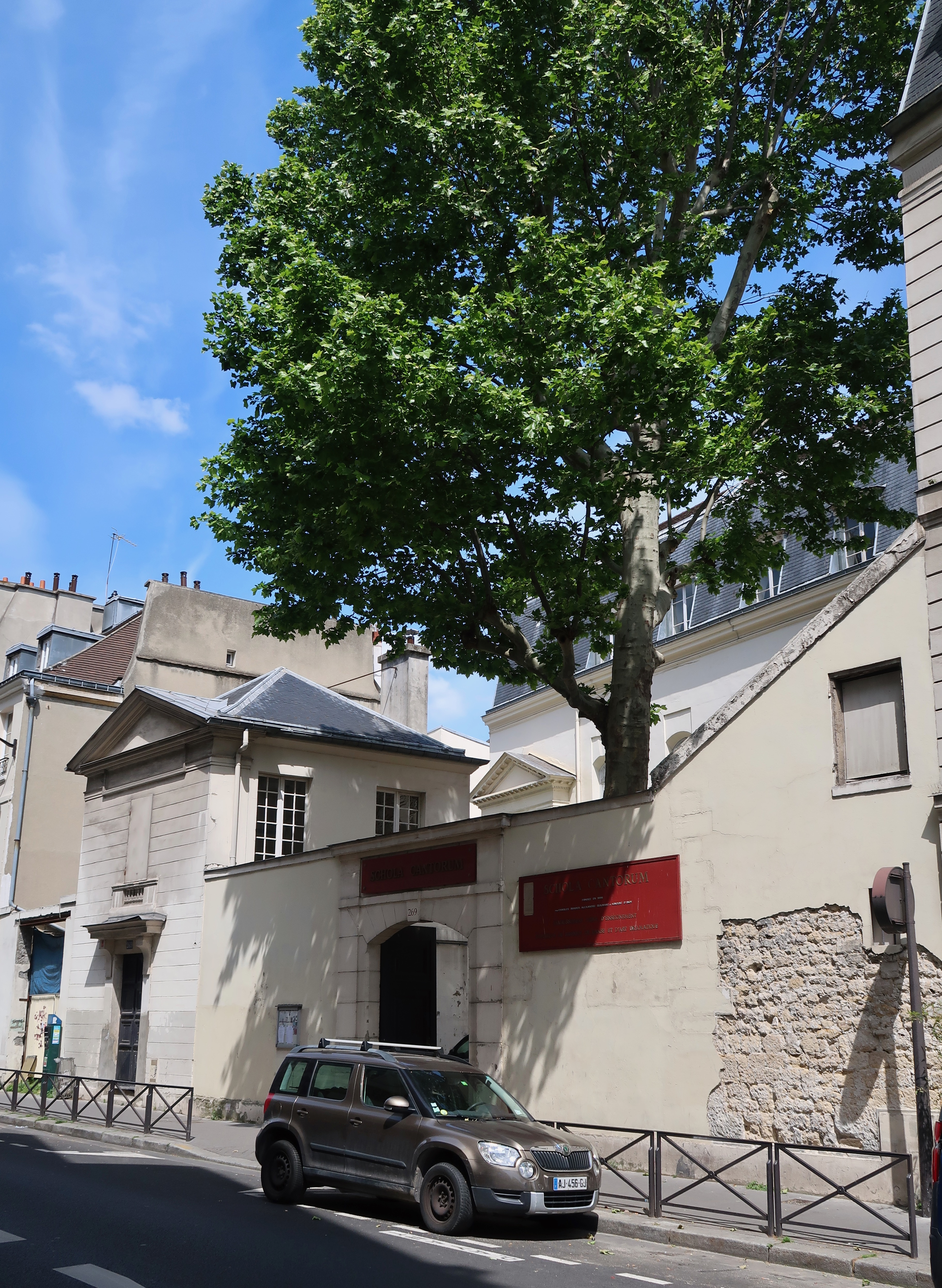
Entrée de la Schola Cantorum au 269, rue Saint-Jacques (Paris 5e).

Dans un autre domaine, il fut aussi un des artistes marquants de son époque. La France était restée longtemps handicapée par les bouleversements de la Révolution de 1789. Tout un pan de son génie musical s'était écroulé en 1790, à la suppression des chapitres ecclésiastiques et donc des très nombreuses maîtrises d'enfants, qui étaient à peu de chose près les seuls conservatoires existant alors, les académies de musique n'étant présentes que dans certaines villes importantes (académies toutes également supprimées par la Révolution de 1789). Après d'autres depuis le début du siècle, d'Indy voulut à son tour s'inscrire dans le lent et difficile mouvement de relèvement de la musique d'église : l'argent manquait souvent et l'art de la polyphonie avait été perdu. On pourrait en quelque sorte le considérer comme un Mendelssohn français. Pour renouer avec une grande tradition, il fonda, en 1894, avec Louis-Lazare Perruchot, Charles Bordes et Alexandre Guilmant, la Schola Cantorum. Initialement créée pour l'étude de la musique religieuse, cette école de musique devint une école supérieure d’enseignement musical qui concurrença bientôt le Conservatoire national de musique de Paris. Il compta parmi ses élèves des personnalités dont plusieurs devinrent des auteurs de premier plan au XXe siècle, comme Erik Satie, Isaac Albéniz, Cole Porter, Edgar Varèse, Albert Roussel, Déodat de Séverac, Joseph Canteloube, Joaquin Nin, Blanche Selva, ou encore Paul Le Flem, Leevi Madetoja, René de Castéra, Carlo Boller, Armande de Polignac, Guy de Lioncourt, Antoine Mariotte, Adrien Rougier, Amédée Borsari, Marie Pironnet, et Albert Dupuis, son premier élève à remporter le prix de Rome belge.
Le pianiste et compositeur d'origine espagnole Isaac Albéniz y enseigna, avant d'y renoncer en 1900, du fait de sa santé déficiente. Le compositeur Albéric Magnard y enseigna le contrepoint, à partir de 1896 ainsi qu'Albert Roussel de 1902 à 1914.
La Schola créa des succursales, à Bâle en particulier avec la Schola Cantorum Basiliensis, et à Lyon, grâce à Georges Martin Witkowski. Elle devint un conservatoire de réputation internationale, dont le rôle pour la diffusion de la musique — la musique française spécialement — a été considérable.
À Londres, il existe aussi une Schola Cantorum Londiniensis, ensemble vocal (chœur composé de choristes choisis et peu nombreux) dirigé jusqu'en 2004 par Denis Stevens, également musicologue. Toutefois, ce type d'ensemble fait référence aux chœurs de chantres, dont le rôle est de développer la musique proprement liturgique des offices religieux chrétiens, romains à l'origine. Les scholæ de Paris ou de Bâle dispensent l'enseignement nécessaire à la réalisation de ces projets, non plus, comme autrefois, dans de nombreux chœurs d'église professionnels, mais d'une manière centralisée, c'est-à-dire en s'inspirant de la notion d'école supérieure de la musique née cent ans plus tôt avec la création du Conservatoire de Paris. Dès l'origine, les objectifs et la pratique de l'école créée par d'Indy, Bordes et Guilmant ont été spécifiques, sinon en concurrence avec le Conservatoire national.
D'Indy fut l'artisan principal, sous le label « Ars gallica » de la Société nationale de musique, de la création de la Jeune École française de musique. Il se fit connaître par son activité dans cette société, mais plus encore par la reconnaissance que lui valurent Le Chant de la Cloche (1884) puis la Symphonie sur un chant montagnard français (1886), qui compte parmi les grandes pages symphoniques de son époque.

## Œuvres

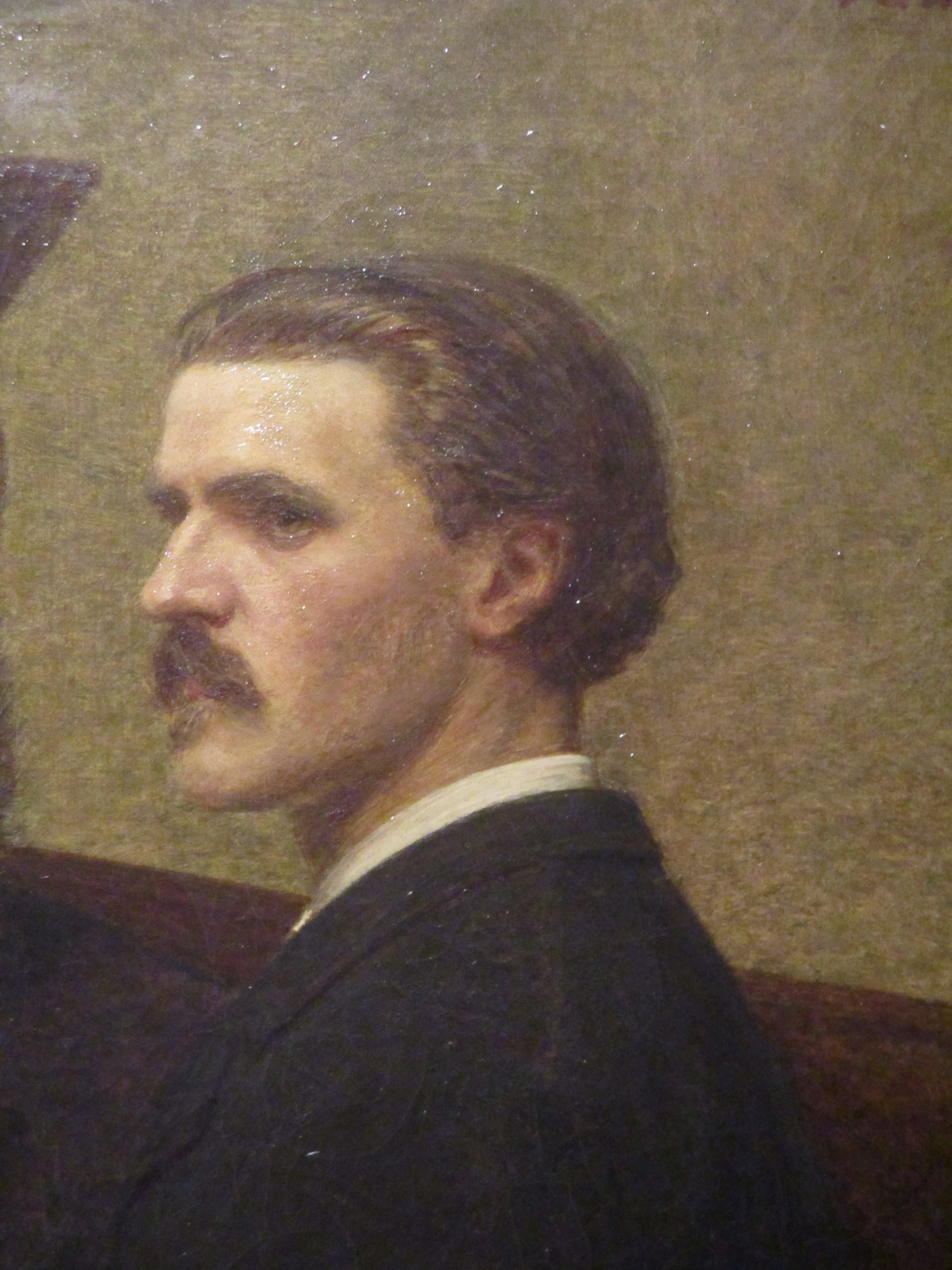
Portrait de Vincent d'Indy, détail du tableau Autour du piano par Fantin-Latour (1885, Paris, musée d'Orsay).

Bien qu'il soit fervent catholique, Vincent d'Indy a écrit, pourtant, peu de musique liturgique.
Sa production qui a été la plus déterminante, de son temps et au-delà, sont les trois volumes des Cours de composition, publication achevée en 1933, par un de ses élèves, Guy de Lioncourt. Les originaux sont conservés à la bibliothèque du conservatoire de musique de Genève. En effet, Henri Gagnebin qui a été le directeur de ce conservatoire de 1925 à 1957, avait fait ses études musicales à la Schola Cantorum de Paris. De plus, Gagnebin qui resta fidèle à d'Indy s’est toujours efforcé de respecter les œuvres de ce dernier.
Une de ses premières œuvres, composée entre 1869 et 1872, est une symphonie en la mineur, qu'il surnomma « italienne ». Elle lui fut inspirée par un voyage qu'il fit en Italie à cette époque. Chacun des mouvements représente une ville : Rome pour l'imposant premier mouvement, Florence pour le scherzo, Venise pour le mouvement lent, et Naples pour le finale. La symphonie (sans numéro d'opus), dénote déjà une certaine maîtrise de l'orchestration. Cette symphonie s'inspire vraisemblablement de la quatrième symphonie, dite Italienne, de Felix Mendelssohn : même tonalité, même nom, finale en saltarello…
Le Chant de la cloche, opus 18 (en un prologue et sept tableaux, composée de 1879 à 1883, publiée chez Hamelle), est une légende dramatique inspirée par la ballade de Schiller. Mais d'Indy — qui a écrit avec Robert de Bonnières tout le poème — a situé l’histoire dans une ville « libre » du nord de la Suisse, à la fin du XIVe et au début du XVe siècle.
Pour se détendre du Chant de la cloche, Vincent d’Indy écrit en décembre 1882 trois valses pour piano dont l’ensemble constitue Helvetia (opus 17). Cette œuvre est un témoignage sincère de d’Indy pour la Suisse. En effet, chacune de ces valses illustre son récent voyage en Suisse au retour de Bayreuth. Le recueil paraît chez Hamelle en mars 1884.
Chacune de ces valses en forme de lied porte le nom d’un site de la Suisse alémanique. Ainsi la première valse, « Aarau », semble rappeler la grâce indolente de Gabriel Fauré à qui elle est dédiée. Son rythme syncopé et ses quelques variations offrent une impression de balancement expressif. Ensuite la deuxième valse, « Schinznach », dédiée à André Messager, paraît dans son contour mélodique moins raffinée excepté la charmante relation tonale qui allie les répétitions du motif principal. Enfin la troisième et dernière valse, « Laufenburg », dédiée à son ancien maître de piano Louis Diémer, possède dans ses cinq sections une écriture sensible, tendre et souple.
Concernant le renommé Fervaal, opus 40, action musicale en trois actes et un prologue, sur un poème de Vincent d'Indy, composée de 1881 à 1895, publiée chez Durand, c’est la création intégrale qui a été remarquée en Suisse, alors que cette création eut lieu au théâtre de la Monnaie de Bruxelles en Belgique, le 12 mars 1897.	
Le 15 mars 1897, l’article de Anth. Dubois, dans La Gazette musicale de la Suisse romande, fut très élogieux : « C’est le plus beau drame qui ait été écrit en France, sans aucune restriction, et même, dut-on me vomir des injures pour mon hérésie, c’est l’œuvre lyrique la plus grandiose, la plus sereine d’éloquence et d’expression, la plus libre de forme et la plus profonde de pensée écrite jusqu'à présent — j’entends les murmures gronder sourdement — Wagner, l’immortel Wagner lui-même, dépassé, non, mais égalé, complété, achevé peut-être, car d'Indy a réussi à rectifier une pensée philosophique qui ne fut pas toujours d’une vérité incontestable ». Il conclut sur l’éclatante beauté : « C’est une originalité forte et puissante, c’est un génie jeune, et c’est sur lui que le monde musical doit à présent tenir les yeux fixés. C’est lui qui développe et continue l’œuvre réalisée par Wagner et l’on peut attendre de son génie qu’il recule encore les bornes de notre art. »
À la même date, un article signé anonymement G., parut dans le Courrier de Genève : « […] elle consacre définitivement le beau et vigoureux talent du jeune maître en qui l’école française a placé ses plus belles espérances. » Sur la nouveauté du style, on lit : « Il n’y a donc pas de raisons pour ne pas se réjouir du rayonnant et splendide triomphe des idées nouvelles et en tirer tout le parti possible jusqu’au moment où elles ne satisferont plus notre insatiable besoin d’inconnu. »
L’autre action musicale non moins renommée, L'Étranger, opus 53, en deux actes, composée de 1898 à 1901, éditée chez Durand, suscita l’intérêt des musicologues suisses. Ainsi, les revues Courrier de Genève et Gazette musicale de la Suisse romande (Anth. Dubois) ont parlé de ce nouveau drame musical.
La plus connue des symphonies sur la nature, la Symphonie sur un chant montagnard français, opus 25 en trois mouvements, composée dès 1886, éditée chez Hamelle — dite la Cévenole pour piano et orchestre (qui n'est pas un concerto) — fut écoutée par des critiques suisses. Par exemple, le franc succès du Concert Lamoureux de janvier 1931 fut relaté le 1er février 1931 dans le Journal de Genève.
De même, le concert d’octobre 1930 à Barcelone (Espagne), où Vincent d'Indy dirigea l'Orchestre de Pablo Casals pour sa Symphonie no 2 en si bémol Opus 57 en quatre mouvements, composée en 1902-1903, éditée chez Durand, fut critiqué le 1er novembre 1930 dans le Journal de Genève.
La conférence publique du 17 novembre 1920 de H. Lichtenberger, professeur à l’université de Paris, donnée salle du Bierhübeli sur la Légende de Saint-Christophe, opus 67, drame lyrique en trois actes et huit tableaux, sur un poème de Vincent d'Indy, composée de 1908 à 1915, publiée chez Rouart-Lerolle.
Plus surprenant, l’œuvre Veronica, opus 76, est due à un jeune littérateur suisse. Au printemps de 1913, Vincent d'Indy reçoit la visite de Charles Gos. Ce dernier lui apporte son drame en cinq actes, drame alpestre qui enchante d'Indy. Commencée en été 1914, cette œuvre fut achevée par d'Indy le 15 septembre 1920. Cette musique de scène pour flûte, hautbois, clarinette, basson, deux cors et quintette à cordes, n’a été ni jouée ni publiée.
La Sonate en ré majeur, opus 84, composée en 1924-1925 et éditée chez Rouart-Lerolle, fut créée le 5 mars 1926 dans la salle des Agriculteurs à Paris par Edwige Bergeron au violoncelle et Vincent d'Indy au piano. Cette création retint l’attention de la Gazette de Lausanne du 25 juillet 1926. On y loue la ferme allure, le sentiment éloquent et la technique plus aisée.
Ce même article cite aussi, du même concert, le Thème varié, fugue et chanson, opus 85, composé en 1925 et édité chez Rouart-Lerolle, œuvre pour piano dédiée à Blanche Selva.

### Analyse de son œuvre
L'essentiel des conceptions musicales de d'Indy se trouve dans le Cours de composition musicale, rédigé en commun avec Auguste Sérieyx « d'après les notes prises aux classes de composition de la Schola Cantorum ». Cet ouvrage forma plusieurs générations de musiciens, tels Albert Roussel, Déodat de Séverac, Erik Satie, Edgar Varèse, Arthur Honegger, etc., et apporte une conception originale de l'histoire de la langue musicale.
Vincent d'Indy est également l'auteur d'un grand nombre d'articles publiés dans des revues musicologiques.
Partisan de l'« harmonie », toujours conservateur et patriote, il n'adhérait guère aux esthétiques de Béla Bartók, Gustav Mahler ou Arnold Schönberg. Malgré tout, d'Indy imprima un caractère novateur durable à la musique française : les œuvres de sa dernière période créatrice, dite « période d'Agay », témoignent d'une grande faculté de renouvellement, saluée par l'ensemble de la critique de l'époque. En dépit des polémiques où s'affrontèrent debussystes et d'indystes, Vincent d'Indy fit connaître l'œuvre de Debussy à l'étranger, en tant que chef d'orchestre. Il salua dès 1902 Pelléas et Mélisande comme une œuvre essentielle, à un moment où la critique était généralement réservée ou hostile. Il encouragea le jeune Arthur Honegger, à qui il enseigna la direction d'orchestre au Conservatoire de Paris. Dans cette classe, il eut également pour élève le compositeur Darius Milhaud.
Après Louis Niedermeyer mais avant Nadia Boulanger, il fit œuvre de restaurateur de la musique ancienne et baroque, celle de compositeurs comme Giovanni Pierluigi da Palestrina, Claudio Monteverdi, Jean-Sébastien Bach ou encore Arcangelo Corelli, Christoph Willibald Gluck, André Cardinal Destouches, etc. Les « Concerts historiques » de la Schola Cantorum, qui attiraient l'élite artistique de Paris, de Léon Bloy à Debussy, révélèrent quantité d'œuvres anciennes que l'on ne chantait ou ne jouait plus. C'est dans ce contexte que Wanda Landowska tint une classe de clavecin rue Saint-Jacques. En tant qu'érudit et pédagogue, d'Indy insistait sur l'approche historique de son art, accompagné en cela par d'autres spécialistes de la Schola, comme Amédée Gastoué pour le chant grégorien et Maurice Emmanuel pour la musique grecque antique et les musiques traditionnelles françaises.
Certaines de ses restitutions sembleraient irrecevables aujourd'hui : en 1904, il orchestra, à la manière moderne, L'Orfeo de Monteverdi, en y ajoutant des clarinettes, par exemple. Mais dans ce domaine il est loin d'être le seul : déjà, en son temps, Mozart avait accompli un travail assez voisin en faisant accompagner les parties vocales du Messie de Haendel par le « petit orchestre symphonique » en usage à la fin du XVIIIe siècle. On peut juger qu'il alourdit ainsi la partition. L'anachronisme paraît encore plus flagrant dans le cas de l'opéra de Monteverdi, créé en 1607, soit trois siècles avant d'Indy. Mais, au début du XXe siècle, il était difficile, sinon impossible, d'appréhender cette musique d'une manière véritablement scientifique : là-dessus, tout, ou presque, restait à découvrir.
L’art de Vincent d’Indy s’est largement fait connaître en Suisse, en Russie et aux États-Unis, notamment à travers des voyages, concerts, articles musicologiques et critiques. Admirateur de son génie orchestral, Claude Debussy saluait « la hardiesse tranquille de Vincent d'Indy à aller plus loin que lui-même. »

## Positions politiques et antijudaïsme
Né dans un milieu monarchiste, Vincent d'Indy ne se plia pas au Ralliement à la République, demandé par le pape Léon XIII, en 1892, dans son encyclique intitulée Au milieu des sollicitudes. En revanche, il n'adhéra jamais à l'Action française et tenait son monarchisme de sa tradition familiale.
Venant après la bataille de Sedan et l'annexion par l'Allemagne de l'Alsace et de la Lorraine (qui marquèrent toute la période, jusqu'au déclenchement en 1914 de la Première Guerre mondiale), l'affaire Dreyfus cristallisa les positions nationalistes et antisémites d'Indy. Elle motiva son engagement dans la Ligue de la patrie française, ligue anti-dreyfusarde à laquelle appartenaient également les peintres Edgar Degas et Auguste Renoir, ainsi que les écrivains ou poètes José-Maria de Heredia, Jules Verne, Pierre Louÿs, Théodore Botrel, Frédéric Mistral entre autres. La ligue de la patrie française, qualifiée par les autres organisations anti-dreyfusardes d'être trop modérée dans son discours et ses prises de positions, fut marginalisée au sein de la nébuleuse anti-dreyfusarde. Elle avait aussi pour originalité de ne pas exploiter l'antisémitisme à ses fins, si bien que l'engagement de Vincent d'Indy ne l'empêcha nullement d'accueillir plusieurs élèves juifs, tels que Roland-Manuel et Marcel Mihalovici, au sein de la Schola Cantorum, ni de publier les œuvres du compositeur baroque italien Salomone Rossi. Côté professeurs, la grande claveciniste polonaise d'origine juive Wanda Landowska enseigna à la Schola Cantorum de 1900 jusqu'à ce que l'Allemagne la retienne prisonnière en 1914-1918. D'Indy affirmait, comme Wagner, que l'invention musicale était impossible aux Juifs, selon lui peuple sans terre qui ne pouvait donc qu'imiter.
Concrètement, D'Indy affirma après la création de l'ouverture Polyeucte de Paul Dukas le 23 janvier 1892 (dans une lettre adressée à Octave Maus à Bruxelles) : « Dukas vient de faire une ouverture absolument épatante. J'en ai été renversé. C'est certainement l'œuvre la plus belle et la plus grande qui se soit produite depuis longtemps. Il faut pousser ce garçon, qui est sauvage mais qui a crânement de belles idées. ». Ainsi, Vincent d'Indy connaissait ce jeune compositeur, qui était né en 1865, dans une famille juive.
La Légende de Saint-Christophe, qui peut être considéré comme un drame lyrique symboliste, vaste mystère inspiré du théâtre médiéval, met en exergue les positions politiques de Vincent d'Indy. L'œuvre, conçue dès 1903 en pleine affaire Dreyfus, attaque le judaïsme, la franc-maçonnerie et le socialisme, rejoignant là les positions ultramontaines et réactionnaires communes au milieu monarchiste[réf. nécessaire].
Cette forme d'antisémitisme  se double d'un anticapitalisme opposé aux doctrines révolutionnaires de son temps. Sur ces questions, son point de vue est donc différent de ce qu'exposait Marx dans Le Capital, ou de l'antijudaïsme développé par ce dernier dans son article intitulé Sur la Question juive.
Pour d'Indy, « l'orgueil, la jouissance et l'argent » sont en conflit avec « la foi, l'espérance et la charité », c'est-à-dire les trois vertus théologales chrétiennes.

## Voyages

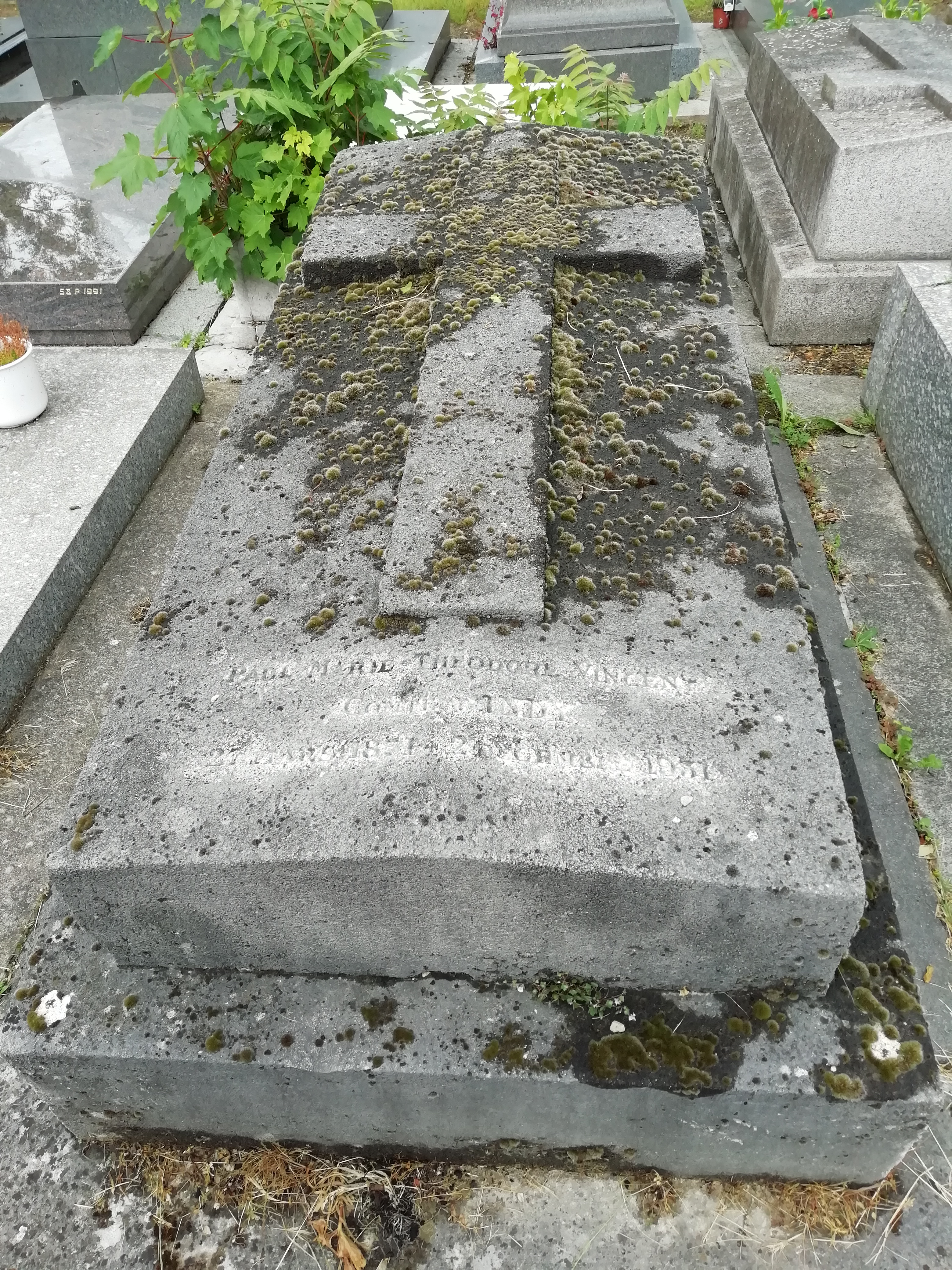
Tombe de Vincent d'Indy au cimetière du Montparnasse (division 13).

C’est souvent lors de voyages d’agrément, de tournées d’orchestres ou tout simplement de visites d’amis, que Vincent d’Indy se rendit en Suisse. La Suisse ne fut jamais sa destination principale, mais un « détour pratique » lors de ses multiples déplacements en Italie, Allemagne ou dans les pays de l’Est (rappelons que d’Indy était un partisan de la musique de Wagner et de la Tétralogie, et qu’il a rencontré Brahms, Liszt, Wagner et Richard Strauss en personne).
En 1879, Vincent d’Indy passe à Bâle pour voir les toiles de Holbein et de Rembrandt.
Mais le premier véritable voyage en Suisse fut en mai 1880, en compagnie de sa femme. Ce séjour suisse resta très bref car ce n’était qu’un prétexte, l’objectif était l’Allemagne (visites de Nuremberg, Munich…) et l’Autriche (Vienne…).
C’est en août 1884 qu'il découvrit mieux la Suisse. Après s’être reposé quelques semaines en Ardèche, Vincent d’Indy partit à pied à travers la Suisse (puis à travers l’Allemagne…). Il y note quelques idées musicales, y peint des aquarelles et aime à se promener dans la nature.
En 1896, d’Indy dirige plusieurs concerts à Montreux.
À partir de l’été 1902, Vincent d’Indy fera vraiment connaissance avec la Suisse. Dans une lettre à Auguste Sérieyx du 23 août (écrite aux Faugs), d’Indy dépeint son voyage à Genève. Il admire le Mont Blanc mais s’indigne des musiques marchandes, tromperies et « manifestes saletés ».
À partir de cette date, plusieurs voyages vont se succéder. Celui de 1910 reste minime.
En été 1911 (en France, les grandes vacances scolaires étant en juillet-août-septembre, la plupart des gens profitent de ces trois mois pour voyager), la Suisse est à nouveau attrayante pour sa nature florissante. D’Indy écrit ses impressions musicales sur l’eau : « Le torrent ne fait que la quinte diminuée ; j’ai été en observer beaucoup ; la mer, elle, fait une octave ».

### Articles, conférences et hommages

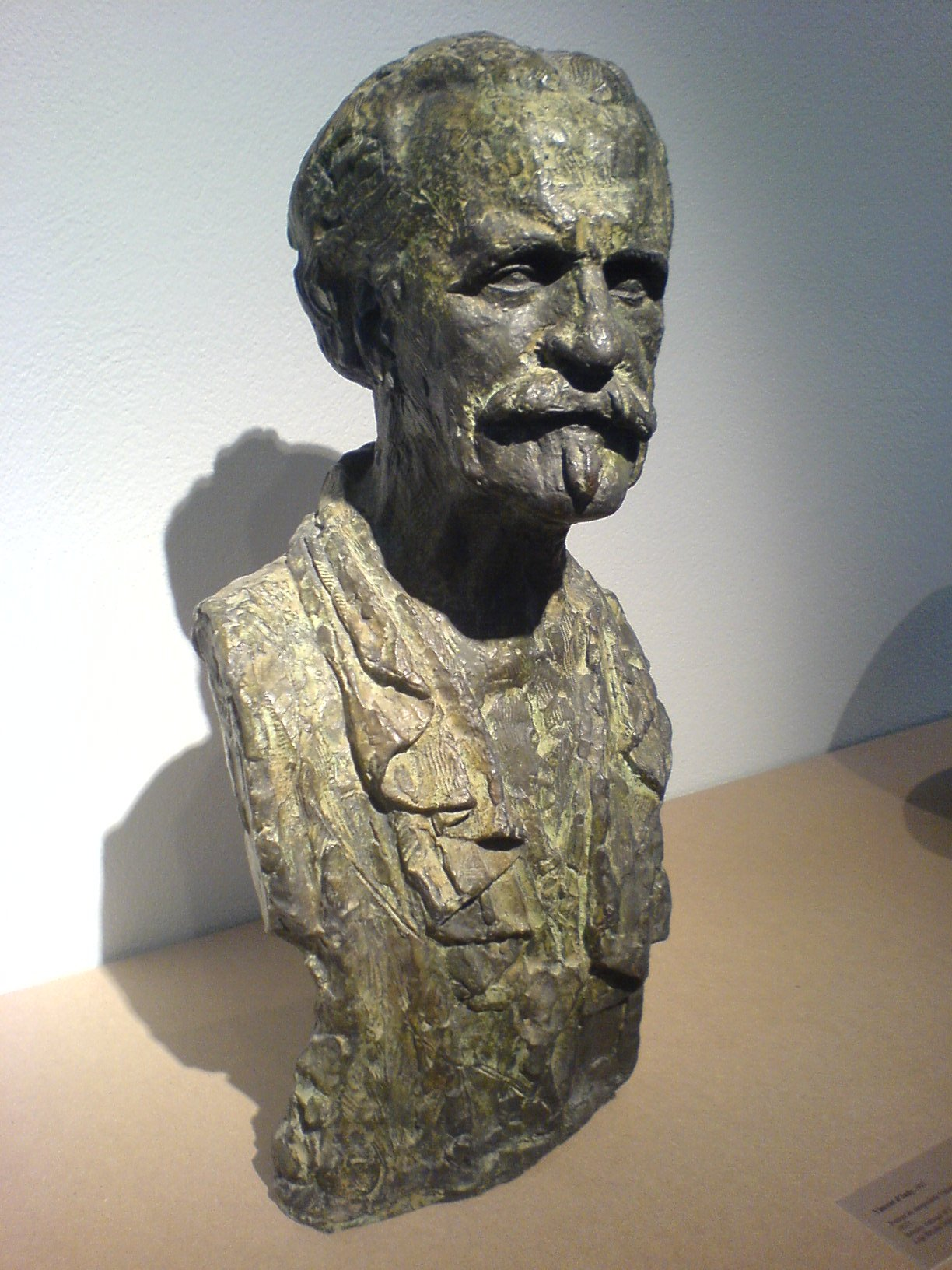
Antoine Bourdelle, Buste de Vincent d'Indy (1927), Paris, musée Bourdelle.

Erik Satie lui rend hommage : « J'ai toujours été un mauvais élève - un cancre. Mais je dois dire qu'avec d'Indy j'ai beaucoup travaillé, et que je conserve le meilleur souvenir des sept années passées auprès de cet homme, si bon et si simple. »
Le 17 janvier 1928, la Gazette de Lausanne résume la conférence de Vincent d’Indy sur Beethoven et ses sonates donnée le 13 janvier à la Maison du peuple. Le critique est déçu, voire déconcerté, par les propos de d’Indy. Le 1er octobre 1930, Charles Chaix écrit sur les dernières œuvres de d’Indy dans le Journal de Genève.
Le 4 décembre 1931, parmi les très nombreux journaux qui relatèrent la mort de Vincent d’Indy (il meurt le 2 décembre), on pouvait trouver les articles de la Gazette de Lausanne et du Journal de Genève. Le 5 décembre de la même année, Henri Gagnebin pour le Journal de Genève conclut ainsi son article : « Et maintenant l’infatigable travailleur prend son repos ».
Enfin, le 29 janvier 1933, la Gazette de Lausanne retrace la vente aux enchères de la bibliothèque personnelle de Vincent d’Indy qui eut lieu le 20 janvier à l’hôtel Drouot à Paris.
Un lycée public situé à Privas en Ardèche porte le nom de lycée Vincent d'Indy.
À Outremont (Montréal), l’école de musique Vincent-d'Indy, située sur la rue du même nom, est affiliée à l’université de Montréal; la station de Métro à proximité, Édouard-Montpetit, devait à l’origine être nommée «Vincent d’Indy».
En juillet 2010, le conseiller de Paris Alexis Corbière demande le changement de nom du collège Vincent d'Indy de Paris, (12e arrondissement), qui reçoit le 12 février 2013 le nom de Germaine Tillion.
L'astéroïde de la ceinture principale d'astéroïdes « (11530) d'Indy » a été nommé en hommage au compositeur.

## Distinctions
- Grand officier de la Légion d'honneur (1931), Commandeur (1926), Officier (1912), Chevalier (1892)[20].
- Grand officier de l'ordre de Léopold (1931), Commandeur (1922), Chevalier (1903)[20].
- Commandeur de l'ordre de la Couronne (Belgique[21]).
- Commandeur de l'ordre de Charles III (1895).

## Compositions

### Opéras
- Attendez-moi sous l'orme, opéra-comique en un acte, livret de Robert de Bonnières d'après Regnard, op. 14[22]
- Le Chant de la cloche[23], légende dramatique pour soli, double chœur et orchestre, livret du compositeur, op. 18 (1879-1883)[24]
- Fervaal (créé en 1897)[25], action musicale en un prologue et trois actes, op. 40[24]
- L'Étranger (créé en 1903), action musicale en deux actes, op. 53[24]
- La Légende de Saint Christophe (1920), drame sacré, livret du compositeur, op. 67[24]
- Le Rêve de Cinyras (1927)[26], comédie musicale en trois actes, livret de Xavier de Courville, op. 80[22]

### Musique orchestrale
- Symphonie en la mineur « italienne » (1870-1872)[27]
- Symphonie « Jean Hunyade », op. 5 (1875-1876), premier mouvement joué le 15 mai 1875 et les 3 suivants le 1 avril 1876 à la Société Nationale de Musique [inédit]
- La Forêt enchantée, ballade-symphonie d'après Uhland, op. 8 (1878)[27]
- Wallenstein, trois ouvertures symphoniques d'après Schiller, op. 12 (1873-1881)[28]
- Saugefleurie, légende pour orchestre, op. 21 (1884)[28]
- Symphonie sur un chant montagnard français, dite « cévenole », pour orchestre et piano, op. 25  (1886)[28]
- Karadec, musique de scène pour orchestre, op. 34 (1890)[29]
- Tableaux de voyage, suite pour orchestre en six parties (extraite de l'op. 33), op. 36 (1891)[30]
- Istar, variations symphoniques, op. 42 (1896)[30]
- Symphonie no 2, op. 57 (1902-1903)[30]
- Jour d'été à la montagne, trois pièces pour orchestre, op. 61(1905)[30]
- Souvenirs, pièce pour orchestre, op. 62 (1906)[30]
- Symphonie no 3 , « Sinfonia brevis. "De Bello gallico" » (Symphonie brève. « La Guerre des Gaules »), op. 70 (1916-1918)[29]
- Poème des rivages, suite symphonique en quatre parties, op. 77 (1919-1921)[29]
- Diptyque méditerranéen, op. 87 (1925-1926)[29]
- Concert pour piano, flûte, violoncelle et cordes, op. 89 (1926)[29]

### Musique de chambre
- Andante pour piano et violon (1876)[31]
- Quatuor avec piano, op. 7 (1878-1888)[32]
- Suite dans le style ancien, pour 2 flûtes, trompette et quatuor à cordes, op. 24 (1886)[28]
- Trio pour clarinette, violoncelle et piano, op. 29 (1887)[32]
- Quatuor à cordes no 1, op. 35 (1890)[32]
- Quatuor à cordes no 2, op. 45 (1897)[32]
- Chanson et danses, divertissement pour instruments à vent, op. 50 (1898)[32]
- Sonate pour piano et violon, op. 59 (1903-1904)[33]
- Quintette avec piano, op. 81 (1924)[33]
- Sonate pour violoncelle et piano, op. 84 (1924-1925)[33]
- Suite en parties, pour flûte, violon, alto, violoncelle et harpe, op. 91 (1927)[33]
- Sextuor à cordes, op. 92 (1928)[33]
- Quatuor à cordes no 3, op. 96 (1928-1929)[27]
- Trio avec piano, op. 98 (1929)[27]

### Musique vocale
- Six chants populaires français, pour chœur sans accompagnement, op. 90 (1927)[34]
- Six chants populaires français, pour chœur sans accompagnement (2e recueil), op. 100 (1930)[34]

### Musique pour piano
- Le Poème des montagnes, poème symphonique pour piano, op. 15 (1881)[35]
- Helvetia, trois valses pour piano, op. 17 (1882)[35]
- Tableaux de voyage, treize pièces pour piano, op. 33 (1889)[35]
- Sonate en mi, op. 63 (1907)[36]
- Menuet sur le nom d'Haydn, op. 65 (1909)[36], composé pour l'Hommage à Joseph Haydn (1910)

## Discographie
- Symphonies n° 1 & 2, Aldo Ciccolini, Orchestre national du Capitole de Toulouse dirigé par Michel Plasson et Orchestre de Paris dirigé par Serge Baudo.
- Poème des montagnes op.15 ; Tableaux de voyage op.3 ; Thème varié, fugue et chanson op. 85 (CD), Michael Schäfer au piano, enreg. 2005. Genuin Musikproduktion, 2007, GEN87083.
- Petite Sonate (dans la forme classique) op.9 ; Sonate en mi op.63; Fantaisie sur un vieil air de Ronde française op.99 (CD), Michael Schäfer au piano, enreg. 2005 et 2007. Genuin Musikproduktion, 2007, GEN87101.

En 3 CD œuvre orchestrale de Vincent d'Indy par l'orchestre d'Islande dirigé par Rumon Gamba chandos
Intégrale des quators et un sextuor Quator Joachim CD CALLIOPEE enreg.2001 
L'étranger opera en 2 actes Orchestre National de Montpellier dir Lawrence Foster CD  ACCORD  enreg.2013

## Ses écrits
- Ma Vie. Correspondance et journal de jeunesse présentés par Marie d'Indy, Paris, Séguier, 2001.
- Richard Wagner, Paris, Librairie Delagrave, 1930.
- Beethoven, Les Musiciens Célèbres, 1911.
- Cours de composition musicale, rédigé avec la collaboration de Auguste Sérieyx d’après les notes prises aux classes de composition de la Schola Cantorum, A. Durand et Fils éditeurs.
  - Premier livre, notes prises en 1897-98, 5e édition, 1912, sur Internet archive.
  - Deuxième livre — première partie, d’après les notes prises en 1899-1900, sur Internet archive.
  - Deuxième livre — deuxième partie, d’après les notes prises en 1901-1902 sur Internet archive.

- Ecrits de Vincent d'Indy rassemblés et présentés par Gilles Saint Arroman, Palazzetto Brun Zane
  - Volume 1 (1877-1903) (465 pages) 2019
  - Volume 2 (1914-1918) (697 pages) 2021

## Aquarelles & dessins
La publication de sa correspondance en 2001 montre l'intérêt que le musicien portait aux arts plastiques : si Vincent d'Indy n'avait pas choisi la carrière musicale, il aurait pu s'orienter vers la peinture. Il a laissé une vingtaine d'albums de dessins et d'aquarelles et Marie d'Indy précise :« Ce sont des croquis pris sur le vif. Des aquarelles de ses voyages ou de l'Ardèche. Nous y retrouvons son caractère méticuleux, fin et précis, enthousiaste. Sa palette de couleur est claire et gaie, lumineuse. Ses commentaires sont plein d'humour ».

## Chœur Vincent d'Indy
Anciennement Chœur de la Schola Cantorum, le Chœur Vincent d’Indy s'est constitué depuis 1995 en Association régie par la loi de 1901, et est reconnu depuis 2004 association d’intérêt général. Le chœur est formé d’un noyau stable d’environ 30 choristes de bon niveau dirigés par Sébastien Amadieu.

## Hommages
Sont nommés en son honneur :
- avenue Vincent-d'Indy à Paris et avenue Vincent-d'Indy à Montréal (Québec) ;
- école de musique Vincent-d'Indy (de l'Université de Montréal) ;
- (11530) d'Indy, astéroïde[19] ;
- rue Vincent-d'Indy à Sarre-Union (Bas-Rhin) ;
- Lycée Vincent-d'Indy à Privas (Ardèche).

#### Bases de données et dictionnaires
- Ressources relatives à la musique :   - International Music Score Library Project
  - Bayerisches Musiker-Lexikon Online
  - Carnegie Hall
  - Discography of American Historical Recordings
  - Discogs
  - Grove Music Online
  - MGG Online
  - MusicBrainz
  - Muziekweb
  - Operone
  - Répertoire international des sources musicales
- Ressources relatives aux beaux-arts :   - AGORHA
  - Musée d'Orsay
- Ressource relative à la littérature :   - Projet de recherche en littérature de langue bretonne
- Ressource relative au spectacle :   - Les Archives du spectacle
- Ressource relative à plusieurs domaines :   - Radio France
- Ressource relative à la vie publique :   - base Léonore
- Ressource relative à la recherche :   - Isidore
- Ressource relative au sport :   - Olympedia
- Notices dans des dictionnaires ou encyclopédies généralistes :   - Britannica
  - Brockhaus
  - Den Store Danske Encyklopædi
  - Deutsche Biographie
  - Enciclopedia italiana
  - Enciclopedia De Agostini
  - Gran Enciclopèdia Catalana
  - Hrvatska Enciklopedija
  - Internetowa encyklopedia PWN
  - Nationalencyklopedin
  - Proleksis enciklopedija
  - Store norske leksikon
  - Treccani
  - Universalis
- Notices d'autorité :   - VIAF
  - ISNI
  - BnF (données)
  - IdRef
  - LCCN
  - GND
  - Italie
  - Japon
  - CiNii
  - Espagne
  - Belgique
  - Pays-Bas
  - Pologne
  - Israël
  - NUKAT
  - Catalogne
  - Suède
  - Vatican
  - WorldCat